# Julia Gruner
Julia Gruner (* 1984 in Lüdenscheid) ist eine deutsche Künstlerin.

## Werdegang
Gruner studierte von 2005 bis 2010 Kommunikationsdesign an der Hochschule für Angewandte Wissenschaften Hamburg mit dem Diplom-Abschluss FH. Anschließend ging sie von 2007 bis 2008 an die Bezalel Academy of Arts and Design in Jerusalem. Als Meisterschülerin studierte sie von 2010 bis 2015 Freie Kunst bei Katharina Grosse an der Kunstakademie Düsseldorf. Seit 2015 arbeitet sie als freischaffende Künstlerin in Köln.

## Werk
In ihren oft interdisziplinären und ortsspezifischen Arbeiten lotet Julia Gruner die Grenzen des Mediums Malerei aus. Ein wichtiger Teil ist hierbei die experimentelle Erforschung der chemischen, physikalischen und materialästhetischen Eigenschaften des Materials Farbe. Ihre Arbeiten wurden unter anderem in Deutschland, Portugal, Japan, Südkorea, Polen, Schweiz und Nordirland ausgestellt.

## Preise (Auswahl)
- 2015: Förderpreis für Bildende Kunst der Landeshauptstadt Düsseldorf[3]
- 2016: GWK-Förderpreis Kunst[1]
- 2017: Arbeitsstipendium Stiftung Kunstfonds[1]
- 2018: DAAD-Stipendium für Südkorea
- 2019: Arbeitsstipendium Kunststiftung NRW
- 2023: Arbeitsstipendium Stiftung Kunstfonds NEUSTART plus

## Ausstellungen (Auswahl)

### Einzel- und Doppelausstellungen
- 2015: Förderpreis für Bildende Kunst der Landeshauptstadt Düsseldorf, mit Max Schulze, Kunstraum Düsseldorf
- 2016: Julia Gruner – GWK-Förderpreis Kunst 2016, Westfälischer Kunstverein, Münster[2]
- 2018: Tactile Space, mit Huseyin Sami, Taubert Contemporary, Berlin
- 2018: Flat Volumes, mit Alex Grein, Städtische Galerie Lüdenscheid
- 2021: Hildegard Elma / Julia Gruner – Thema und Variation, Galerie Judith Andreae, Bonn
- 2022: Multisensory Entanglements, St. Agnes, Köln
- 2022: Allergic to Peanuts, Taubert Contemporary, Berlin
- 2023: Entropic Motion, Galerie Judith Andreae, Bonn
- 2024: Universal Azo Fizz, Kienbaum Collection, Köln

### Gruppenausstellungen
- 2016: Hinter dem Vorhang. Verhüllung und Enthüllung seit der Renaissance, Museum Kunstpalast, Düsseldorf
- 2016: new talents – Junge Kunst aus NRW, Kunsthalle Recklinghausen
- 2016: new talents biennale, Kulturquartier Agrippa, Köln
- 2017: 71. Internationale Bergische Kunstausstellung, Kunstmuseum Solingen
- 2017: new talents – Junge Kunst aus NRW, Kunsthaus NRW, Aachen-Kornelimünster
- 2017: 6. Horst-Janssen-Grafikpreis, Horst-Janssen Museum, Oldenburg
- 2017: Künstlerbücher für Alles, Zentrum für Künstlerpublikationen Weserburg, Bremen
- 2019: Estar vivo é o contrário de estar morto, Galeria Municipal do Porto, Porto
- 2020: Nearby – Wie Bilder zeigen! PEAC Museum, Freiburg[4]
- 2020: The backward glance can be a glimpse into the future, Von Bartha, Basel
- 2020: First We Eat, Catalyst Arts, Belfast[5]
- 2022: Silver Skin, Museum Haus Opherdicke, Unna
- 2023: Die Große, Museum Kunstpalast, Düsseldorf
- 2023: Cooking the Collection, Kunststiftung Rainer Wild, Heidelberg
- 2023: Oh clouds, oh storms, oh winds..., Kunst im Sturm, Kunsthalle Wilhelmshaven
- 2024: Reiche Ernte - Früchte in der Kunst des 20. und 21. Jahrhunderts, Städtische Galerie Bietigheim-Bissingen
- 2024: Schlaraffenland, Dortmunder Kunstverein, Dortmund